# مسیحی‌شدن لهستان

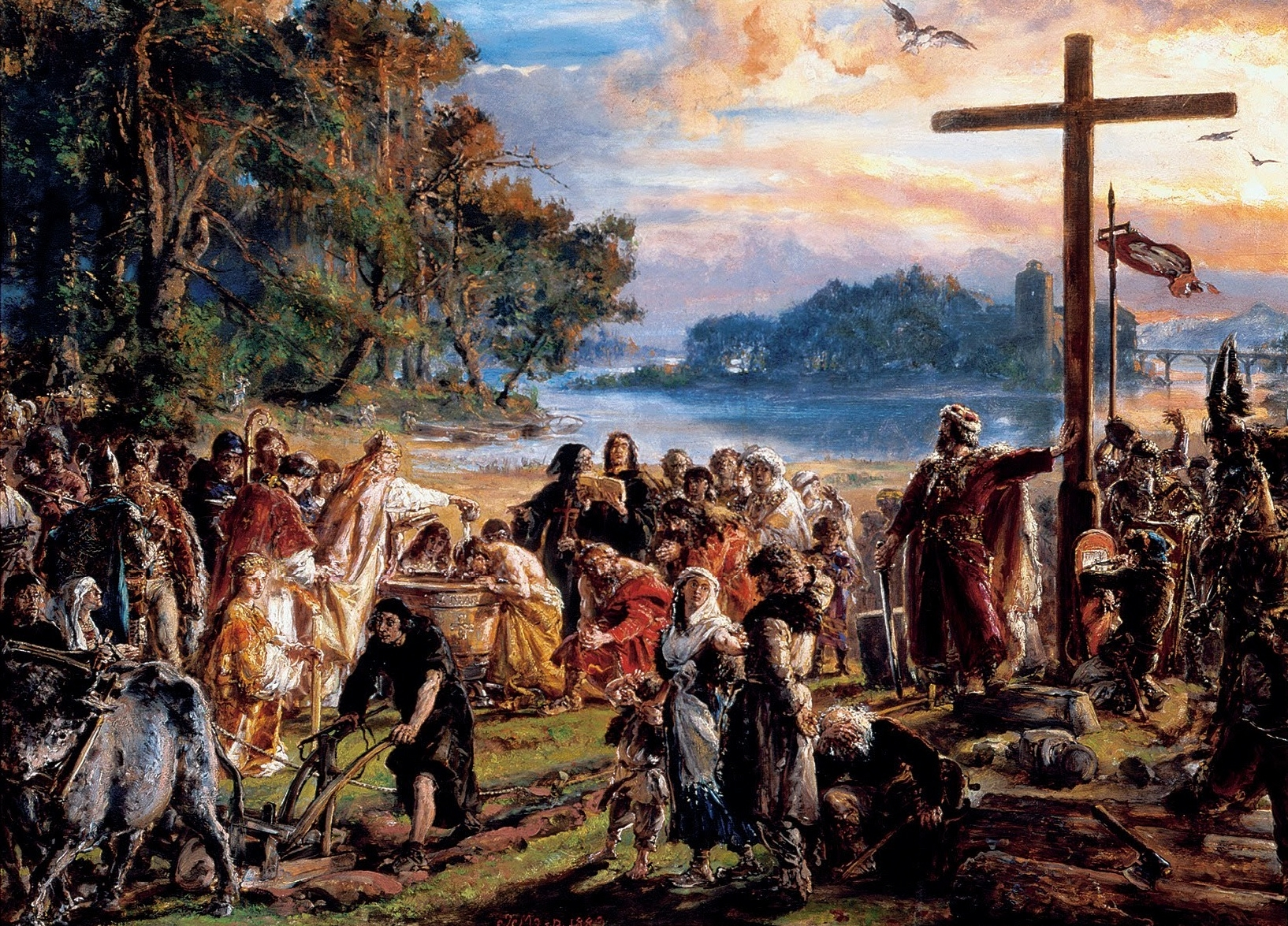
مسیحی شدن لهستان در ۹۶۶ میلادی، اثری از یان ماتیکو

مسیحی شدن لهستان (به لهستانی: chrystianizacja Polski) اشاره به آشنایی مردم لهستان با مسیحیت و گرویدن به آن در طی سال‌های بعد دارد. این امر به صورت نمادین با گرویدن میشکو اول، اولین حاکم لهستان و بیشتر دربارش به مسیحیت آغاز می‌شود که به غسل تعمید لهستان (به لهستانی:  chrzest Polski) معروف گشت. این اتفاق در ۱۴ آوریل سال ۹۶۶ میلادی در شنبه مقدس اتفاق افتاد که همسر میشکو اول در آن نقشی اساسی داشت.
هر چند گسترش مسیحیت در بین لهستانی‌ها چندین قرن به طول انجامید اما طی چندین دهه لهستان به عنوان یک کشور مسیحی توسط پاپ و امپراتوری روم مقدس به رسمیت شناخته شد و به همین واسطه بسیاری ظهور مسیحیت در لهستان را مایه ایجاد و قوام این کشور می‌دانند. مسیحیت برای گسترش در خاک لهستان راه سخت و مشکلی را پیمود، آنچنان که تا هنگام واکنش کفار در سال ۱۰۶۶ میلادی هنوز عمده مردم ادیان محلی را پیروی می‌کردند.

## پیش زمینه
تا پیش از پذیرش مسیحیت در لهستان، قبایل متعدد مشرک در این سرزمین زندگی می‌کردند که اسوتوید یکی از مهم‌ترین خدایان ایشان بود. اولین برخورد لهستانی‌ها با مسیحیت احتمالاً در قرن ۹ میلادی و ارتباط با پادشاهی بوهم شکل گرفته‌است و در ادامه نیز این کشور نقش مهمی در مسیحی شدن لهستان ایفا کرد. همسر میشکو اول که دختر پادشاه بوهم بود یکی مسیحی معتقد و پر نفوذ بر روی شوهر خود بود که نقش مهمی در تشویق او برای پذیرش مسیحیت داشت. در ابتدا میشکو اول و قسمت عمده‌ای از درباریانش در محلی که مورد اختلاف تاریخ نگاران است به مسیحیت گرویدند و پس از آن به سرعت مقدمات ترویج مسیحیت در شهرهای بزرگ مانند گینیزنا و پوزنان آغاز گشت. طی دو سده بعد بسیاری از نهادهای مسیحی مانند کلیسا و صومعه‌ها ایجاد گشتند و تعلیم راهبان آغاز گشت. پس از میشکو اول، پسرش بولسواو یکم نقش بسیار مهمی در تثبیت مسیحیت داشت و در زمان او اسقف‌نشین گینیزنا تأسیس گشت.

## گسترش مسیحیت
با وجود آنکه گرویدن میشکو اول به مسیحیت اتفاقی بسیار پراهمیت و تأثیر گذار بر روی مردم بود اما مسیحیت در ابتدا امری عجیب و غیر محبوب بود، اولین کشیش‌ها از اروپای غربی به لهستان می‌آمدند و چهار یا پنج نسل طول کشید تا اولین کشیشان محلی در لهستان ظاهر شوند. مقاومت دربرابر مسیحیت آنچنان بالا بود که طی سال‌های دهه ۱۰۳۰ میلادی جنبش‌های متعدد ضد مسیحی در لهستان شکل گرفت اما با وجود همه این موانع مسیحیت به آرامی در لهستان گسترش پیدا کرد و تا قرن ۱۳ میلادی به دین اصلی مردم کشور تبدیل گشت.
هدف پادشاهان لهستانی از گسترش مسیحیت پدیدآوردن یک عنصر مقوم برای کنار هم نگه داشتن مردم تحت سلطه‌شان بود، ایشان می‌خواستند با جایگزین کردن ادیان متعدد محلی با یک دین واحد قدرت خود را تثبیت کنند. از جنبه خارجی هم پذیرش مسیحیت از جانب بوهم باعث تقویت اتحاد این کشور با لهستان در برابر آلمانی‌ها می‌شد و همچنین باعث پذیرش لهستان در بین کشورهای مسیحی اروپایی می‌گشت. پس از آن مقامات کلیسا در لهستان هم در پیش برد مسائل اداری و بوروکراسی به حاکمان کشور یاری می‌رساندند و هم به تقویت حکومت در نزد مردم می‌پرداختند، در عوض نیز کشیشان و اسقف‌ها مقامات مهم درباری را کسب می‌کردند و قدرت می‌گرفتند.